# كراسي السلطان قابوس العلمية
كراسي السلطان قابوس العلمية أبتدئ في عام 1980 إنشاء عدة كراسٍ وزمالات علمية تحت اسم (كراسي السلطان قابوس العلمية)، وذلك في عدة جامعات عالمية مرموقة تختص بمجالات أكاديمية وميادين دراسية محددة، منها سياسية ومنها دينية وثقافية واقتصادية وفنية. وقد أنشئ حتى الآن ستة عشر كرسيا أكاديميا.

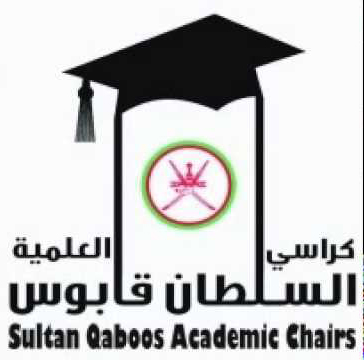

## الكرسي العلمي
هو برنامج بحثي أو أكادِيمي في كليَّة أو جامعة، يَهدِف إلى إثراء المعرِفَة الإنسانيَّة في موضوعٍ ما، وتطوير الفكر وخدمة القضايا العلميَّة المحليَّة والدوليَّة، ويعيّن فيه أحدُ الأساتِذَة المختصِّين، أو فريقٌ من الباحِثين المؤهَّلين من ذوي الكفاءة والخبرة في مجال برنامج الكرسيِّ المشهودِ لهم بالخبرة والتميُّز العلمي والسُّمعة الدولية.
ولذا يشترط عند اختيار أستاذ الكرسي مجموعة شروط مهمة تؤهله لهذا المستوى الراقي من مراتب التدريس حيث يجب أن يكون عالماً بارزاً متخصصًا ذا كفاءة عالية في مجال البحث العلمي، وأن يكون ذا سمعة علمية مُجيدة في البحث العلمي وخدمة المجتمع على المستوى المحلي والإقليمي والدولي، وأن يكون لديه إنتاج علمي وافر (بحوث محكّمة، كتب مؤلّفة ومترجمة، رسائل علمية، وغيرها).

## أهدافها
تهدف كراسي السلطان قابوس العلمية إلى:
-تشجيعِ الوصولِ إلى مجتمع عالميٍّ معاصرٍ يعيش في سلام، ويوجهُهُ التفاهمُ المشترك والتسامح.
-دعم الدراسات العلمية والبحثية وتشجعيها.
-إبراز دور سلطنة عمان في التقريب بين الثقافة العربية والثقافات الأجنبية، والتلاقي الحضاري بين الشعوب وصولا إلى حوار حضاري بنّاء.
-تعريف العالم بنهضة عمان وحرصها قديما وحديثا على تطوير دراسات اللغة العربية والتراث والثقافة والدراسات العلمية.

## أنشطة الكراسي العلمية
تختص الكراسي العلمية بمجالات أكاديمية وميادين دراسية علمية ودينية وثقافية واقتصادية وفنية، تسهم في تطوير البرامج والأنشطة وعمليات البحث العلمي في المجالات المتعلقة بالدراسات الفكرية والحضارية الأخلاقية والأصول الدينية.
حيث تتنوع الأنشطة والجهود التي تقدمها الكراسي العلمية، ولعل أهمها إجراء البحوث العلمية في المجال العلمي للكرسي، وإصدار الكتب المتعلقه به وتنظيم المؤتمرات والندوات والمحاضرات والملتقيات العلمية في ذات التخصص وهو ما ينعكس إيجابا على السلطنة والمجتمع العماني.

## الإشراف على الكراسي العلمية
تقوم مجموعة من الجهات التعليمية والثقافية داخل السلطنة بالإشراف على هذه الكراسي وهي: وزارة التعليم العالي ومكتب المستشار الخاص للسلطان للاتصالات الخارجية ومكتب مستشار السلطان قابوس للشؤون الثقافية ووزارة الخارجية ومكتب الإفتاء بوزارة الأوقاف والشؤون الدينية وجامعة السلطان قابوس.
ولمتابعة أنشطة جميع الكراسي تم تشكيل لجنة برئاسة وزارة التعليم العالي وعضوية ممثلين من الجهات التي تشرف على هذه الكراسي العلمية تعمل على متابعة أعمال وأنشطة الكراسي العلمية دوريا في مختلف الجامعات، وكتابة التقارير المتعلقة بأعمالها، كما تقوم بتفعيل أدوارها من خلال الزيارات الميدانية للجامعات الموجودة بها الكراسي. كما تقوم اللجنة بدراسة مشاريع إنشاء كراسٍ علمية ورفع التوصيات بشأنها.

## كراسي السلطان قابوس
تم حتى الآن إنشاء عدد (16) كرسيا أكاديميا يحمل اسم السلطان قابوس بن سعيد في مختلف جامعات دول العالم، وهي كالتالي:

### كرسي السلطان قابوس للدراسات العربية والإسلاميةبجامعة جورج تاونالأمريكية
أنشيء هذا الكرسي في عام 1980م ونشرف عليه الدكتورة باربرا ستواسر، ويهدف إلى إجراء البحوث في الشعر والنثر العربي القديم والحديث، والقرآن الكريم، بالإضافة إلى الأدب الأمريكي.

### كرسي السلطان قابوس للغة العربية بجامعة جورج تاون الأمريكية
أنشيء هذا الكرسي عام 1993م، وتشرف عليه الاستاذة الدكتورة ريم بسيوني، ويهدف إلى تطوير الدراسات العربية والإسلامية بالجامعة وتعزيز التقارب والتفاهم بين الثقافتين العربية والغربية.

### كرسي السلطان قابوس بن سعيد في مجال الاستزراع الصحراوي بجامعة الخليج العربي في مملكة البحرين
أنشيء هذا الكرسي في عام 1994م، ويشرف عليه البروفيسور أحمد علي صالح، ويهدف إلى دعم مسيرة جامعة الخليج العربي في تحقيق أهدافها وتوجهاتها المستقبلية في مجال أبحاث الزراعة الصحرواية، ويهيئ الفرص للباحثين وطلبة الدراسات العليا لإجراء بحوثهم العلمية في مجال الاستزراع الصحراوي، وتقديم الخبرات والاستشارات والدراسات التعاقدية من خلال توظيف التقنيات الحديثة في مجال الزراعة.

### كرسي سلطنة عمان (وحدة الدراسات العمانية) في جامعة آل البيت بالمملكة الأرنية الهاشمية
أنشيء هذا الكرسي عام 1997م، ويشرف عليه عليان عبد الفتاح الجالودي، ويهدف إلى الاهتمام بالدراسات التراثية والتاريخية والأدبية المتعلقة بالسلطنة وتنظيم وعقد الملتقيات العلمية وإصدار الكتب والدراسات والمنشورات بالإضافة إلى الإعلان عن جائزة تحت عنوان (جائزة الكتابة العماني)

### كرسي السلطان قابوس بن سعيد للدراسات العربية والإسلامية بجامعة ملبورون الأسترالية
أنشيء هذا الكرسي عام 2001م، ويشرف عليه الاستاذ الدكتور عبد الله سعيد ويهدف إلى تقديم وجهات نظر معاصرة عربية وإسلامية فاعلة وبنّاءة للعالم.

### كرسي السلطان قابوس في العلاقات الدوليةبجامعة هارفاردالأمريكية
أنشيء هذا الكرسي عام 2003م، ويشرف عليه الدكتور امباسدور نيكلس بيرنس، ويهدف إلى إبراز نهج سلطنة عمان في إشاعة الاستقرار والأمن والسلام الإقليمي والدولي.

### كرسي السلطان قابوس لتقنية المعلومات بجامعة نيد للهندسة والتكنولوجيا بباكستان
أنشيء هذا الكرسي عام 2004 م، ويشرف عليه الدكتور قمر الوهاب، ويهدف إلى تشجيع البحوث التقنية، ورفع مستوى التخصصات التعليمية في مجال تقنية المعلومات، كما يهدف إلى تدعيم أقسام الجامعة بالأجهزة الإلكترونية الحديثة ووسائل الاتصالات المتطورة، وربطها مع المؤسسات العلمية العالمية في إطار التبادل المعرفي.

### كرسي السلطان قابوس لتقنية المعلومات بجامعة الهندسة والتكنولوجيا في لاهور بجمهورية باكستان
أنشيء هذا الكرسي عام 2004 م ويشرف عليه الاستاذ الدكتور نور شيخ

### كرسي زمالة سلطان عمان الدولية في مجال الأدب والعلوم الاجتماعية بمركز أكسفورد للدراسات الإسلاميةبجامعة أكسفوردببريطانيا
أنشيء هذا الكرسي عام 2004م، ويشرف عليه البروفيسور فرانسيس روبنسون، ويهدف إلى دعم التعليم والحوار والصداقة بين شعوب العالم، وتعميق فهم الثقافة الحضارية والإسلامية وتاريخها ومجتمعاتها وحياتها المعاصرة، والروابط التاريخية بالعالم والأمم الأخرى، كما يهدف إلى دعم منح الدراسات العليا في مختلف مجالات الآداب والعلوم الإنسانية.

### كرسي السلطان قابوس بن سعيد للدراسات العربية المعاصرةبجامعة كامبرديجالبريطانية
أنشيء هذا الكرسي عام 2005، ويشرف عليه الاستاذ الدكتور ياسر سليمان، ويهدف إلى تقديم مساهمة حرة ومستقلة لتطوير اللغة العربية وتعزيز العلاقات التاريخية والثقافية التي تربط الشعوب الناطقة بغير اللغة العربية بالشعوب العربية.

### كرسي السلطان قابوس لإدارة الكمية للمياه في أكاديمية روزفلت التابعة لجامعة أترخت في لهاي بهولندا
والذي قررت الحكومة الهولندية اقامته في عام 2005، حيث يشرف عليه الاستاذ الدكتور روود سكوتينج.

### كرسي السلطان قابوس لدراسات اللغة العربية فيجامعة بكينفي الصين
أنشيء هذا الكرسي عام 2007م، ويشرف عليه الاستاذ الدكتور شيه تشي رونج (عبد المجيد)، ويهدف إلى تدريس اللغة العربية وآدابها للطلاب الصينين وتشجيع البحوث في اللغة العربية وآدابها وثقافتها، كما ويشجع الكرسي على التبادل الثقافي بين الجامعات في سلطنة عمان والصين.

### كرسي سلطان عمان للدراسات الشرقية بجامعة لايندن بمملكة هولندا
أنشيء هذا الكرسي عام 2008، ويشرف عليه البروفيسور موريتس اس برجر، ويهدف إلى إجراء بحوث في الدراسات الشرقية في مجال التاريخ والثقافة والحضارة والحياة المعاصرة، كما ويهدف إلى تشجيع الدراسات العليا وتقديم المنح الدراسية في مجال الدراسات الشرقية.

### كرسي السلطان قابوس للدراسات الشرق أوسطيةبجامعة طوكيوباليابان
أنشيء هذا الكرسي عام 2010، وتشرف عليه الدكتورة ماريكو موري، وهو يهدف إلى التعريف بسلطنة عمان، كما يركز الكرسي على دراسات الشرق أوسطية لتعزيز فهم العالم للإسهامات العربية والاسلامية في العصور القديمة

### كرسي السلطان قابوس للدراسات الشرق أوسطية في كلية ويليام وماري في لاية فرجينيا بالولايات المتحدة الأمريكية
أنشيء هذا الكرسي عام 2011 ويهدف للتركيز على قضايا الشرق الأوسط والتركيز على ايجاد فهم أعمق على ما يدور حاليا من أحداث ومجريات بالإضافة إلى دعم الجهود الساعية إلى فهم وتقدير العالم للإسهامات التي رفدت بها الحضارة الإسلامية والعربية في مختلف المجالات

### كرسي السلطان قابوس للديانات الابراهيمية والقيم المشتركة بجامعة كامبرديج بالمملكة المتحدة
أنشيء هذا الكرسي عام 2011 ويهدف إلى المشاركة بشكل فاعل في تنمية الثقافة والتعاون المتبادل في مجال التكنولوجيا في مجال التكنولوجيا والدراسات الدينية وتطوير مفاهيم الاديان